# Muzyka tła
Muzyka tła – określenie muzyki, która jest grana w rozmaitych pomieszczeniach dla uzyskania odpowiedniej atmosfery i zwykle nie angażuje mocno słuchacza. Muzykę tła stosuje się w sklepach, lokalach gastronomicznych, lokalach usługowych, hotelach itp. odgrywa ona tam rolę „wyposażenia lokalu”. Zagłusza nieprzyjemną ciszę i pozytywnie wpływa na nastrój klientów, jednocześnie nie zwracając na siebie ich szczególnej uwagi. Stosowanie tej muzyki w lokalach publicznych często związane jest z chęcią odróżnienia danego lokalu (sklepu) od sklepów konkurencji poprzez wytworzenie specyficznego klimatu. Często na zastosowanie tej muzyki w swoich lokalach decydują się również właściciele niechcący uzależniać się od umów z organizacjami zarządzania prawami autorskimi, gdyż np. w Polsce funkcjonują firmy oferujące taką muzykę wraz z prawami do publicznego jej odtwarzania.
Z tym terminem zwykle identyfikowane są takie gatunki jak elevator music, lounge i ambient.